# تصفيات كأس العالم للسيدات 2023
أقيمت تصفيات كأس العالم للسيدات 2023 لتحديد 30 من أصل 32 منتخبًا يتأهلون لكأس العالم للسيدات 2023، بينما تأهل أستراليا ونيوزيلندا تلقائيًا كمشاركين في التنظيم. تعد هذه البطولة النسخة التاسعة من كأس العالم للسيدات، وهي البطولة العالمية الرباعية لكرة القدم النسائية. تُقام لأول مرة في دولتين، وهي الثالثة التي تستضيفها دولة من الاتحاد الآسيوي لكرة القدم بعد نسختي كأس العالم للسيدات 1991 وكأس العالم للسيدات 2007 في الصين، والأولى في نصف الأرض الجنوبي، وأول بطولة كبرى للفيفا في أوقيانوسيا، كما أنها أول بطولة للفيفا تُستضاف بواسطة اتحادين قاريين (أستراليا في آسيا ونيوزيلندا في أوقيانوسيا).
زاد عدد المنتخبات المشاركة من 24 في كأس العالم للسيدات 2019 إلى 32 في نسخة 2023.

## المنتخبات المتأهلة

خريطة تأهل المنتخبات لكأس العالم للسيدات 2023:
متأهل
فشل في التأهل
انسحب أو مُعلق
لم يشارك أو ليس عضوًا في الفيفا

من أصل 32 مقعدًا (29 مباشرة و3 عبر الملحق)، تأهلت المنتخبات التالية مباشرة لملء المقاعد الـ29. حُدِّدت المقاعد الثلاثة المتبقية عن طريق ملحق بين الاتحادات في فبراير 2023 بنيوزيلندا.
| الفريق           | طريقة التأهل                              | تاريخ التأهل   | عدد المشاركات السابقة | آخر مشاركة              | متابعة الظهور | أفضل نتيجة سابقة |
| ---------------- | ----------------------------------------- | -------------- | --------------------- | ----------------------- | ------------- | --- |
| أستراليا         | المضيفان                                  | 2020 يونيو 25  | 8                     | كأس العالم للسيدات 2019 | 8             | ربع النهائي (كأس العالم للسيدات 2007، كأس العالم للسيدات 2011، كأس العالم للسيدات 2015)                                                     |
| نيوزيلندا        | المضيفان                                  | 2020 يونيو 25  | 6                     | كأس العالم للسيدات 2019 | 5             | دور المجموعات (كأس العالم للسيدات 1991، كأس العالم للسيدات 2007، كأس العالم للسيدات 2011، كأس العالم للسيدات 2015، كأس العالم للسيدات 2019) |
| اليابان          | نصف نهائي كأس آسيا للسيدات 2022           | 2022 يناير 30  | 9                     | كأس العالم للسيدات 2019 | 9             | البطل (كأس العالم للسيدات 2011) |
| كوريا الجنوبية   | نصف نهائي كأس آسيا للسيدات 2022           | 2022 يناير 30  | 4                     | كأس العالم للسيدات 2019 | 3             | دور الـ16 (كأس العالم للسيدات 2015) |
| الصين            | نصف نهائي كأس آسيا للسيدات 2022           | 2022 يناير 30  | 8                     | كأس العالم للسيدات 2019 | 3             | الوصيف (كأس العالم للسيدات 1999) |
| الفلبين          | نصف نهائي كأس آسيا للسيدات 2022           | 2022 يناير 30  | 1                     | —                       | 1             | ظهور أول |
| فيتنام           | فائز الملحق الآسيوي                       | 2022 فبراير 6  | 1                     | —                       | 1             | ظهور أول |
| السويد           | تصفيات أوروبا المجموعة أ                  | 2022 أبريل 12  | 9                     | كأس العالم للسيدات 2019 | 9             | الوصيف (كأس العالم للسيدات 2003) |
| إسبانيا          | تصفيات أوروبا المجموعة ب                  | 2022 أبريل 12  | 3                     | كأس العالم للسيدات 2019 | 3             | دور الـ16 (كأس العالم للسيدات 2019) |
| فرنسا            | تصفيات أوروبا المجموعة I                  | 2022 أبريل 12  | 5                     | كأس العالم للسيدات 2019 | 4             | المركز الرابع (كأس العالم للسيدات 2011) |
| الدنمارك         | تصفيات أوروبا المجموعة E                  | 2022 مايو 2    | 5                     | كأس العالم للسيدات 2007 | 1             | ربع النهائي (كأس العالم للسيدات 1991، كأس العالم للسيدات 1995)                                                                              |
| الولايات المتحدة | بطل المجموعة أ                            | 2022 يوليو 7   | 9                     | كأس العالم للسيدات 2019 | 9             | البطل (كأس العالم للسيدات 1991، كأس العالم للسيدات 1999، كأس العالم للسيدات 2015، كأس العالم للسيدات 2019)                                  |
| كندا             | بطل المجموعة ب                            | 2022 يوليو 8   | 8                     | كأس العالم للسيدات 2019 | 8             | المركز الرابع (كأس العالم للسيدات 2003) |
| كوستاريكا        | وصيف المجموعة ب                           | 2022 يوليو 8   | 2                     | كأس العالم للسيدات 2015 | 1             | دور المجموعات (كأس العالم للسيدات 2015) |
| جامايكا          | وصيف المجموعة أ                           | 2022 يوليو 11  | 2                     | كأس العالم للسيدات 2019 | 2             | دور المجموعات (كأس العالم للسيدات 2019) |
| زامبيا           | ربع نهائي كأس أمم إفريقيا للسيدات 2022    | 2022 يوليو 13  | 1                     | —                       | 1             | ظهور أول |
| المغرب           | ربع نهائي كأس أمم إفريقيا للسيدات 2022    | 2022 يوليو 13  | 1                     | —                       | 1             | ظهور أول |
| نيجيريا          | ربع نهائي كأس أمم إفريقيا للسيدات 2022    | 2022 يوليو 14  | 9                     | كأس العالم للسيدات 2019 | 9             | ربع النهائي (كأس العالم للسيدات 1999) |
| جنوب إفريقيا     | ربع نهائي كأس أمم إفريقيا للسيدات 2022    | 2022 يوليو 14  | 2                     | كأس العالم للسيدات 2019 | 2             | دور المجموعات (كأس العالم للسيدات 2019) |
| كولومبيا         | نصف نهائي كوبا أمريكا للسيدات 2022        | 2022 يوليو 25  | 3                     | كأس العالم للسيدات 2015 | 1             | دور الـ16 (كأس العالم للسيدات 2015) |
| البرازيل         | نصف نهائي كوبا أمريكا للسيدات 2022        | 2022 يوليو 26  | 9                     | كأس العالم للسيدات 2019 | 9             | الوصيف (كأس العالم للسيدات 2007) |
| الأرجنتين        | المركز الثالث في كوبا أمريكا للسيدات 2022 | 2022 يوليو 29  | 4                     | كأس العالم للسيدات 2019 | 2             | دور المجموعات (كأس العالم للسيدات 2003، كأس العالم للسيدات 2007، كأس العالم للسيدات 2019)                                                   |
| النرويج          | تصفيات أوروبا المجموعة F                  | 2022 سبتمبر 2  | 9                     | كأس العالم للسيدات 2019 | 9             | البطل (كأس العالم للسيدات 1995) |
| ألمانيا          | تصفيات أوروبا المجموعة H                  | 2022 سبتمبر 3  | 9                     | كأس العالم للسيدات 2019 | 9             | البطل (كأس العالم للسيدات 2003، كأس العالم للسيدات 2007)                                                                                    |
| إنجلترا          | تصفيات أوروبا المجموعة D                  | 2022 سبتمبر 3  | 6                     | كأس العالم للسيدات 2019 | 5             | المركز الثالث (كأس العالم للسيدات 2015) |
| إيطاليا          | تصفيات أوروبا المجموعة G                  | 2022 سبتمبر 6  | 4                     | كأس العالم للسيدات 2019 | 2             | ربع النهائي (كأس العالم للسيدات 1991، كأس العالم للسيدات 2019)                                                                              |
| هولندا           | تصفيات أوروبا المجموعة C                  | 2022 سبتمبر 6  | 3                     | كأس العالم للسيدات 2019 | 3             | الوصيف (كأس العالم للسيدات 2019) |
| سويسرا           | الملحق الأوروبي (التصنيف الأول)           | 2022 أكتوبر 11 | 2                     | كأس العالم للسيدات 2015 | 1             | دور الـ16 (كأس العالم للسيدات 2015) |
| جمهورية أيرلندا  | الملحق الأوروبي (التصنيف الثاني)          | 2022 أكتوبر 11 | 1                     | —                       | 1             | ظهور أول |
| هايتي            | فائز الملحق العالمي (المجموعة ب)          | 2023 فبراير 22 | 1                     | —                       | 1             | ظهور أول |
| البرتغال         | فائز الملحق العالمي (المجموعة أ)          | 2023 فبراير 22 | 1                     | —                       | 1             | ظهور أول |
| بنما             | فائز الملحق العالمي (المجموعة ج)          | 2023 فبراير 23 | 1                     | —                       | 1             | ظهور أول |

1. ↑  في 2 مايو 2022، أعلن الاتحاد الأوروبي استبعاد روسيا من التصفيات بسبب الغزو الروسي لأوكرانيا، مع إلغاء جميع نتائجها السابقة.[3] تأهلت الدنمارك تلقائيًا بعد عدم تمكن أي منتخب من تجاوزها.[4]

## عملية التصفيات
بعد زيادة عدد المنتخبات المتأهلة إلى كأس العالم للسيدات، اعتُمِد توزيع جديد للمقاعد من قبل مكتب مجلس الفيفا في 24 ديسمبر 2020. أخذت مقاعد الدولتين المضيفتين، أستراليا ونيوزيلندا، مباشرةً من الحصص المخصصة لاتحاداتهم، AFC وOFC على التوالي.

### ملخص التصفيات
بدأت مباريات التصفيات في سبتمبر 2021 وانتهت في فبراير 2023. لُعبت المباريات ضمن تقويم مباريات الفيفا الدولية.
إلى جانب المضيفين أستراليا ونيوزيلندا، كان بإمكان 207 من أصل 209 اتحادات وطنية تابعة لـفيفا التأهل من خلال تصفيات كأس العالم للسيدات الخاصة باتحادهم القاري إذا اختاروا الدخول. الاستثناءات كانت تشاد وباكستان، حيث أوقفت اتحاداتهم بواسطة الفيفا.
كان هناك احتمال ثالث لاستبعاد روسيا بعد تلقيها حظرًا لمدة أربع سنوات من جميع الأحداث الرياضية الكبرى من قبل الوكالة العالمية لمكافحة المنشطات (WADA) في 9 ديسمبر 2019، بسبب التلاعب في بيانات مختبرية. ومع ذلك، سُمح لروسيا بالمشاركة في التصفيات بانتظار استئناف القرار أمام محكمة التحكيم الرياضية (CAS).
في 28 فبراير 2022، أعلن كل من فيفا ويويفا تعليق مشاركة روسيا في جميع المسابقات بسبب الغزو الروسي لأوكرانيا. وفي 2 مايو، أعلن يويفا استبعاد روسيا رسميًا من التصفيات وإلغاء نتائجها السابقة، مما أدى إلى استكمال المجموعة الخامسة بخمسة منتخبات فقط.
| الاتحاد القاري | البطولة المؤهلة                                 | المقاعد المباشرة | مقاعد الملحق | المنتخبات المشاركة | المنتخبات المقصاة | المنتخبات المتأهلة | بداية التصفيات | نهاية التصفيات |
| -------------- | ----------------------------------------------- | ---------------- | ------------ | ------------------ | ----------------- | ------------------ | -------------- | -------------- |
| AFC            | كأس آسيا للسيدات 2022                           | 5+1              | 2            | 27                 | 20                | 5+1                | 17 سبتمبر 2021 | 6 فبراير 2022  |
| CAF            | كأس أمم إفريقيا لكرة القدم للسيدات 2022         | 4                | 2            | 43                 | 37                | 4                  | 18 أكتوبر 2021 | 23 يوليو 2022  |
| CONCACAF       | 2022 CONCACAF W Championship                    | 4                | 2            | 32                 | 26                | 4                  | 16 فبراير 2022 | 18 يوليو 2022  |
| CONMEBOL       | 2022 Copa América Femenina                      | 3                | 2            | 10                 | 5                 | 3                  | 8 يوليو 2022   | 30 يوليو 2022  |
| OFC            | 2022 OFC Women's Nations Cup                    | 0+1              | 1            | 9                  | 8                 | 0+1                | 13 يوليو 2022  | 30 يوليو 2022  |
| UEFA           | تصفيات كأس العالم للسيدات 2023 – أوروبا         | 11               | 1            | 51                 | 39                | 11                 | 16 سبتمبر 2021 | 11 أكتوبر 2022 |
| الملحق         | تصفيات كأس العالم للسيدات 2023 (الملحق العالمي) | 3                | —            | (10)               | 7                 | 3                  | 18 فبراير 2023 | 23 فبراير 2023 |
| المجموع        | تصفيات كأس العالم للسيدات 2023                  | 30+2             | 10           | 172                | 142               | 30+2               | 16 سبتمبر 2021 | 23 فبراير 2023 |

1. ↑  شاركت أستراليا في كأس آسيا لكنها كانت متأهلة تلقائيًا بصفتها مستضيفة.

## تصفيات الاتحادات القارية

### الاتحاد الآسيوي لكرة القدم
كما كان الحال في دورة كأس العالم السابقة، كانت كأس آسيا للسيدات بمثابة البطولة المؤهلة لكأس العالم لأعضاء الاتحاد الآسيوي لكرة القدم. كانت عملية التأهل لكأس العالم على النحو التالي:
- مرحلة التصفيات: أقيمت تصفيات كأس آسيا للسيدات 2022 بين 17 و29 سبتمبر وبين 18 و24 أكتوبر 2021. تنافست المنتخبات للتأهل إلى البطولة النهائية، حيث انضمت إلى الدولة المستضيفة للبطولة، منتخب الهند، وأفضل ثلاثة منتخبات من كأس آسيا لكرة القدم للسيدات 2018، وهي منتخب اليابان، منتخب أستراليا، ومنتخب الصين، التي تأهلت تلقائيًا.
- البطولة النهائية: شاركت اثنتا عشرة منتخبًا في كأس آسيا للسيدات 2022،[13] which was held from 20 January to 6 February 2022.[14] والتي أقيمت في الفترة من 20 يناير إلى 6 فبراير 2022. وقد قُسِّمت المنتخبات إلى ثلاث مجموعات، كل منها تضم أربعة فرق. تأهلت المنتخبات التي احتلت المركزين الأول والثاني من كل مجموعة، إلى جانب أفضل منتخبين احتلا المركز الثالث، إلى مرحلة خروج المغلوب. تأهلت المنتخبات الأربعة التي وصلت إلى نصف النهائي مباشرةً إلى كأس العالم. أما المنتخبات التي خسرت في ربع النهائي (باستثناء منتخب أستراليا، التي تأهلت تلقائيًا بصفتها الدولة المضيفة لكأس العالم)، فقد تنافست في مرحلة الملحق.[15]

منتخب كوريا الشمالية انسحب من التصفيات المؤهلة لكأس آسيا للسيدات في 29 يوليو 2021 بسبب مخاوف تتعلق بفيروس كورونا، تلاه منتخب تركمانستان في 6 أغسطس بسبب قيود السفر المرتبطة بالجائحة. كما قرر منتخب العراق عدم المشاركة في التصفيات، وفقًا لرسالة أُرسلت إلى الاتحاد الآسيوي في 8 سبتمبر. لاحقًا في سبتمبر، انسحب منتخب أفغانستان من التصفيات بسبب الوضع غير المؤكد لمشاركته عقب سيطرة طالبان على البلاد.
خلال البطولة، لم يتمكن منتخب الهند من خوض مباراته الثانية في دور المجموعات ضد منتخب تايبيه الصينية بسبب عدم توفر 13 لاعبة على الأقل، بعد أن ثبتت إصابة العديد منهن بفيروس كورونا. وبناءً عليه، اعتُبر المنتخب الهندي منسحبًا من البطولة، واعتُبرت جميع مبارياته السابقة "لاغية" ولم تُحتسب في ترتيب المجموعة النهائي.

#### الملحق
اعتمدت صيغة الملحق على أداء منتخب أستراليا، التي تأهلت تلقائيًا لكأس العالم بصفتها الدولة المستضيفة. نظرًا لإقصاء منتخب أستراليا من الدور ربع النهائي، اعتُمِد نظام دوري من مرحلة واحدة بين المنتخبات الثلاثة الخاسرة في ربع النهائي. تأهل المنتخبالأفضل بعد ثلاث مباريات إلى كأس العالم، بينما دخل الفريقان المتبقيان إلى الملحق العالمي لكأس العالم للسيدات 2023.

### الاتحاد الإفريقي لكرة القدم
كما هو الحال في دورة كأس العالم السابقة، كانت كأس الأمم الإفريقية للسيدات بمثابة البطولة المؤهلة لكأس العالم لأعضاء الاتحاد الإفريقي لكرة القدم. كانت عملية التأهل لكأس العالم على النحو التالي:
- مرحلة التصفيات: أقيمت تصفيات كأس الأمم الإفريقية للسيدات 2022 بين 18 و26 أكتوبر 2021 وبين 14 و23 فبراير 2022، حيث تنافست المنتخبات للتأهل إلى البطولة النهائية، وانضمت إليهم الدولة المستضيفة، منتخب المغرب.
- البطولة النهائية: شاركت اثنتا عشرة منتخبًا في كأس الأمم الإفريقية للسيدات 2022، والتي أقيمت من 2 إلى 23 يوليو 2022. قُسِّمت المنتخبات إلى ثلاث مجموعات من أربعة فرق. تأهل الفريقان الأول والثاني من كل مجموعة، بالإضافة إلى أفضل منتخبين احتلا المركز الثالث، إلى مرحلة خروج المغلوب. تأهلت المنتخبات الأربعة التي وصلت إلى نصف النهائي مباشرةً إلى كأس العالم، بينما لعبت المنتخبات الخاسرة في ربع النهائي مباراة فاصلة، وتأهل الفائز إلى الملحق العالمي لكأس العالم للسيدات 2023.

### اتحاد أمريكا الشمالية والوسطى والكاريبي لكرة القدم (كونكاكاف)
كما كان الحال في دورة كأس العالم السابقة، كانت بطولة كونكاكاف W بمثابة البطولة المؤهلة لكأس العالم لأعضاء كونكاكاف. كانت عملية التأهل لكأس العالم على النحو التالي:
- مرحلة التصفيات: أقيمت تصفيات بطولة كونكاكاف W 2022 في فبراير 2022، حيث وُزعت المنتخبات على ست مجموعات، وتنافست بنظام الذهاب والإياب. تأهلت المنتخبات الفائزة بالمجموعات الست إلى البطولة النهائية، حيث انضمت إليهم منتخب كندا ومنتخب الولايات المتحدة، اللذان تأهلا تلقائيًا.
- البطولة النهائية: شاركت ثمانية منتخبات في البطولة، حيث وُزعت على مجموعتين من أربعة فرق، وتنافست بنظام الدوري. تأهل الفريقان الأول والثاني من كل مجموعة إلى مرحلة خروج المغلوب وإلى كأس العالم، بينما تأهل الفريقان صاحبا المركز الثالث إلى الملحق العالمي لكأس العالم للسيدات 2023.

### اتحاد أمريكا الجنوبية لكرة القدم
أقيمت كأس أمريكا الجنوبية للسيدات في الفترة من 8 إلى 30 يوليو 2022، مما وفر ثلاث أماكن تأهل مباشرة واثنين من الأماكن عبر الملحق لبطولة كأس العالم للسيدات. تأهلت المنتخبات صاحبة المركزين الأول والثاني من كل مجموعة إلى مرحلة الإقصائيات، حيث تأهل الفائزون بمباريات نصف النهائي ومباراة تحديد المركز الثالث إلى كأس العالم. أما الخاسر في مباراة تحديد المركز الثالث فتأهل إلى الملحق بين الاتحادات ‏. لعبت المنتخبات صاحبة المركز الثالث من كل مجموعة مباراة تحديد المركز الخامس، حيث تأهل الفائز إلى الملحق بين الاتحادات أيضاً.

### اتحاد أوقيانوسيا لكرة القدم
أقيمت كأس أوقيانوسيا للسيدات 2022 من 13 إلى 30 يوليو، حيث كانت فيجي هي المستضيف للبطولة. كانت البطولة في الأصل مقررة في يوليو وأغسطس 2022، ولكن أُجِّلت إلى يناير وفبراير 2022 لتلبية التعديلات في تقويم مباريات الفيفا الدولية. ثم أُجِّلت لاحقاً إلى يوليو بسبب جائحة فيروس كورونا.
لم يشارك منتخب نيوزيلندا لكرة القدم للسيدات لأنهن قد تأهلن بالفعل لبطولة كأس العالم كداعمات للمضيف، في حين اختار منتخب ساموا الأمريكية لكرة القدم للسيدات عدم المشاركة بسبب الصعوبات المستمرة المرتبطة بالجائحة. صُنِّفت المنتخبات التسعة المتبقية وفقًا لتصنيف فيفا العالمي للسيدات في 25 مارس، وسُحبت إلى ثلاث مجموعات في 10 مايو، حيث تأهل المنتخبين الأولين من كل مجموعة وأفضل منتخبين من أصحاب المركز الثالث إلى مرحلة الإقصائيات. تأهل منتخب بابوا غينيا الجديدة لكرة القدم للسيدات إلى الملحق بين الاتحادات ‏ بعد فوزها بالبطولة.

### الاتحاد الأوروبي لكرة القدم (يويفا)
لُعبت عملية التصفيات المؤهلة لكأس العالم على مرحلتين:
- مرحلة المجموعات: سُحِب 51 منتخبًا في تسع مجموعات من خمسة أو ستة منتخبات، حيث لعبت كل مجموعة بنظام الدوري ذهابًا وإيابًا. تأهلت المنتخبات التسعة الفائزة بالمجموعات مباشرة إلى كأس العالم، بينما تأهلت المنتخبات التسعة التي جاءت في المركز الثاني إلى الملحق.
- الملحق: لعبت المنتخبات التسعة جولتين من مباريات خروج المغلوب بركلات الترجيح، حيث دخل أفضل ثلاثة منتخبات من المركز الثاني في الجولة الثانية. من بين الفائزين في الجولة الثانية، تأهل الفريقان اللذان حققا أفضل سجلات مجتمعة في مرحلة المجموعات (8 مباريات، باستثناء المباريات ضد المنتخبات التي احتلت المركز السادس في المجموعات التي تضم ستة منتخبات) وملحق الجولة الثانية (مباراة واحدة) مباشرة إلى كأس العالم، بينما دخل المنتخب الذي حقق أدنى سجل مجمع (المجموع بين مرحلة المجموعات والجولة الثانية للملحق) إلى الملحق العالمي  [لغات أخرى]‏.

حُدِّدت المقاعد الثلاثة النهائية في كأس العالم للسيدات من خلال بطولة ملحق من عشرة منتخبات. وقد استخدمت البطولة كحدث تجريبي لاستضافة منتخب نيوزيلندا قبل كأس العالم.
في قرعة الملحق، وُزِّعت أربعة منتخبات في مجموعات بناءً على تصنيف فيفا العالمي للسيدات, بحيث لا يزيد عدد المنتخبات المصنفة من اتحاد واحد عن واحدة. ولم تُسحب منتخبات من نفس الاتحاد معًا. تأهل فائز كل مجموعة إلى كأس العالم.

## أفضل الهدافات
عدد الأهداف المُسجلة  2143 هدفًا  في 505 مباراة، بمتوسط 4.24 هدفًا في المباراة الواحدة.
17 هدفا
- تيسا وولارت

15 هدفا
- ليا شولر

14 هدفا
- روزيلورد بورجيلا

13 هدفا
- نيكول بيلا
- سيغن برون
- بيث ميد

12 هدفا
- خديجة شو

11 هدفا
- يسينيا فلوريس
- أمايور ساريغي

10 أهداف
- تين دي كايني
- إيلا تون
- إيلين وايت (لاعبة كرة قدم)
- ماري-أنطوانيت كاتوتو

9 أهداف
- فاني فاجو
- إستر غونزاليس
- كومبا سو

8 أهداف
- بيثاني إنغلاند
- جورجيا ستانواي
- باتشيبا لويس
- كريستيانا غيريلي
- فيفيان ميديما
- جوفانا دامنيانوفيتش
- لارا براشنكار
- ماريونا كالدينتي
- آنا ماريا كرنوغوريفيتش
- فام هاي يين

7 أهداف
- سام كير
- لاي لي-تشين
- راكيل رودريغيز
- يرينيس لي
- ستاين لارسن
- لورين هيمب
- آريانا كاروسو
- فالنتينا جياسينتي
- جيل رورد
- راشيل فورنس
- نيكولا كاركزيفسكا
- كاتي مكابي
- ليندا موتلاهولو
- مريم حويج

6 أهداف
- ياميلا رودريغيز
- جانيس كايمان
- أنويلا أويمانا
- ميلشي دو مورني
- ترودي كارتر
- نيدي أتينو
- كاتي مارتينيز
- ليزا-ماري كارلسينغ أتلاند
- إيفا بايور
- دينيس أوسوليفان (لاعبة)
- نغوينار ندايي
- هيلداه ماجايا
- جي سو يون
- رامونا باخمان
- كانينات شيثابوتر

## وصلات خارجية
- الموقع الرسمي